# More Cowbell

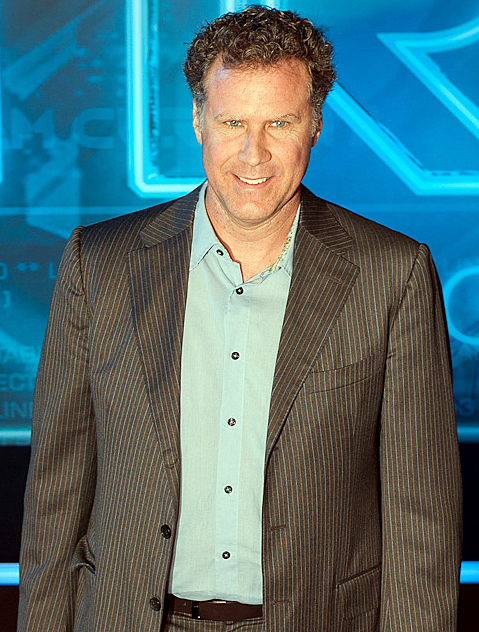
Komik Will Ferrell, který skeč napsal, na fotografii z roku 2010

„More Cowbell“ je komediální skeč poprvé odvysílaný v americkém televizním pořadu Saturday Night Live (SNL) dne 8. dubna 2000. Skeč byl prezentován jako epizoda dokumentárního pořadu Behind the Music stanice VH1 a je v něm znázorněn nahrávací proces písně „(Don't Fear) The Reaper“ americké hardrockové kapely Blue Öyster Cult. Coby host v něm vystupuje herec Christopher Walken, který ztvárnil postavu označovanou jako „The Bruce Dickinson“. Dále v něm vystupuje stálý člen SNL Will Ferrell, který je zároveň spolu s dramatikem Donnellem Campbellem autorem skeče. Ferrell ztvárnil fiktivní postavu pojmenovanou Gene Frenkle, jehož příliš horlivá hra na perkusní nástroj cowbell (tj. kravský zvon) otravuje jeho spoluhráče, avšak líbí se producentovi Dickinsonovi. Dále ve skeči vystupují Chris Parnell (jako kytarista Eric Bloom), Jimmy Fallon (bubeník Albert Bouchard), Chris Kattan (kytarista Buck Dharma) a Horatio Sanz (baskytarista Joe Bouchard). Skeč je považován za jeden z nejlepších, jaké kdy pořad Saturday Night Live vytvořil. V žebříčcích nejlepších skečů SNL je často řazen do první desítky, například časopis Rolling Stone jej zařadil na devátou příčku.

## Děj
Epizoda seriálu Behind the Music uvádí záznam nahrávací frekvence z roku 1976, při níž kapela Blue Öyster Cult nahrála svůj největší hit, píseň „(Don't Fear) The Reaper“. Na začátku se kapele představuje producent (Christopher Walken), který se uvádí jako „The Bruce Dickinson“. Kapele říká, že mají něco, co „zní jako zvuk dynamitu.“ První pokus o nahrání, který se zdá být dobrý, po chvíli ukončí sama kapela kvůli cowbellovému partu, který se zdá být příliš hlasitý a rušivý. Když pak přijde producent, zpěvák kapely se jej zeptá, jestli se mu vše líbilo. On odpoví, že píseň zněla skvěle, ale byl by pro, kdyby hráč na cowbell hrál výrazněji (more cowbell). Když kapela začne druhý pokus, Frenkle se do hry pustí horlivěji, tancuje kolem svých spoluhráčů, do nichž bourá. Kapela přeruší další pokus. Při třetím pokusu – poté, co zpěvák producentovi řekl svůj názor na kravský zvon – hraje Gene Frenkle pasivně-agresivně velmi blízko zpěvákova obličeje. I tento pokus však končí nezdarem, neboť Frenkle neudrží s kapelou rytmus. Opět přichází producent, který znovu chce víc prostoru pro cowbell. Frenkle má následně proslov, při němž souhlasí s producentem. Ten opakuje, že chce víc cowbellu. Skupina nakonec souhlasí, načež začne hrát. Po chvíli je skeč zmrazen na Frenkleově obličeji s nápisem „In Memoriam: Gene Frenkle: 1950–2000.“

## Obsazení
| Jimmy Fallon       | Albert Bouchard, bubeník                |
| Will Ferrell       | Gene Frenkle, hráč na cowbell           |
| Chris Kattan       | Buck Dharma, kytarista                  |
| Chris Parnell      | Eric Bloom, zpěvák a kytarista          |
| Horatio Sanz       | Joe Bouchard, baskytarista              |
| Christopher Walken | hudební producent „The Bruce Dickinson“ |

## Produkce

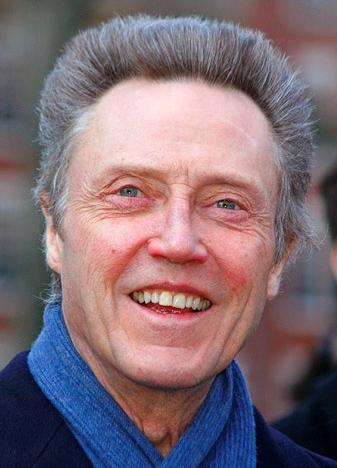
Christopher Walken (2008)

Nápad Willa Ferrella na skeč pochází z poslechu písně „(Don't Fear) The Reaper“. Prohlásil, že „pokaždé, když slyším [tu píseň], slyším v pozadí ten slabý cowbell a přemýšlím, jaký je asi život toho chlapa?“ Ferrell skeč napsal spolu s dramatikem Donnellem Campbellem. Ferrell původně tento skeč navrhl pro epizodu, kterou uváděl Norm Macdonald, a která se vysílala 23. října 1999. Tvůrce a vedoucí producent SNL si však skečem nebyl jistý, přestože osazenstvu se zamlouval. Podle Setha Meyerse, který byl v pozdějších epizodách SNL hlavním autorem, byl skeč před svým schválením navržen více než sedmkrát. Když byl jako uvaděč naplánován Christopher Walken, Ferrell skeč v rámci přizpůsobení hercovu rytmu přepsal. Byl zařazen až na konec pořadu, kde jsou obvykle vysílány nekonvenční a podivné scénky.
Herci, kteří ve skeči vystupovali, měli při jeho natáčení značné problémy s udržením vážných tváří. Ferrellovo herectví v kombinaci s Walkenovou kamennou tváří pro ně byly natolik vtipné, že byli několikrát na pokraji výbuchu smíchu, a několikrát scénku pokazili. Ve druhém pokusu, který se ve skeči vyskytuje, je vidět, jak se za sklem nahrávací místnosti Walken směje. V ten okamžik má Ferrell kvůli příliš těsné košili odhalenou část břicha, zatímco tancuje a hraje na cowbell. Dokonce i na Ferrellovi je v jeden okamžik patrný úsměv, konkrétně ve chvíli, kdy se poprvé ve skeči směje Jimmy Fallon. Podle Fallona na sobě Ferrell při natáčení měl mnohem těsnější košili, než jakou měl při zkouškách. V důsledku toho se všichni ve chvíli, kdy začal tancovat a vypadlo mu břicho, začali smát a Fallon nemohl přestat.

## Rozpor srealitou
Přestože se cowbell vyskytuje v celé původní nahrávce písně „(Don't Fear) The Reaper“ od Blue Öyster Cult, jeho zvuk je utopen pod ostatními nástroji. Podle Bucka Dharmy, který v písni zpívá a je jejím autorem, skeč věrohodně vykresluje vzhled kapely v sedmdesátých letech. Některé detaily nahrávání však zobrazuje odlišně. Ve skeči se nahrávání odehrává koncem roku 1976 ve studiu Sunshine Studios. Ve skutečnosti však kapela píseň nahrála buď koncem roku 1975 nebo počátkem roku 1976 ve studiu Record Plant v New Yorku (album, na kterém píseň vyšla, tedy Agents of Fortune, vyšlo již v květnu 1976). Dále ve skeči zpívá Parnell, který ztvárňuje Blooma. Přestože hlavním zpěvákem kapely byl skutečně Bloom, v této písni zpívá Dharma (Kattan). Bubeník Albert Bouchard je chybně označován jako „Bobby“ (tj. Bobby Rondinelli, který s kapelou hrál v době vysílání skeče), zatímco klávesista a kytarista Allen Lanier je zcela nepřítomen.
Hlavní postava hráče na cowbell Genea Frenklea je fiktivní, ale vzhledově je inspirována Bloomovým vzhledem v sedmdesátých letech. Navzdory tomu, že se Frenkleova postava nezakládá na skutečnosti, fanoušci často vyjadřují upřímnou soustrast kapele kvůli jeho úmrtí, a to v reakci na nápis na konci skeče, který indikuje, že perkusionista zemřel. Christopher Walken ve skeči ztvárňuje postavu hudebního producenta Bruce Dickinsona (sám sebe označuje jako „The Bruce Dickinson“, tj. „Ten Bruce Dickinson“. Nejde o stejnojmenného zpěváka skupiny Iron Maiden. Jde o zaměstnance společnosti Columbia Records, jehož jméno se objevuje až na pozdějších reedicích alba Agents of Fortune jako producent reedice. Skutečným producentem písně byli David Lucas, který kapelu Blue Öyster Cult objevil, Murray Krugman a Sandy Pearlman. Důvodem záměny je, že zaměstnanec SNL byl vyslán, aby sehnal nahrávku písně, avšak místo originálu sehnal výběrové album největších hitů kapely, na němž byl coby producent uveden Dickinson.
Ferrell později uvedl, že pro umělecké oddělení SNL pracovala jistá žena, která byla dcerou člověka, který se podílel na vzniku alba Agents of Fortune. Ferrellovi tak údajně řekla, že kapela po zhlédnutí skeče uvedla, že skutečný hráč na cowbell na původní nahrávce nebyl nepodobný Ferrellově interpretaci. Autorem myšlenky pro využití cowbellu v písni je producent David Lucas, který tvrdí, že rovněž on sám na tento nástroj v písni hraje.

## Odezva

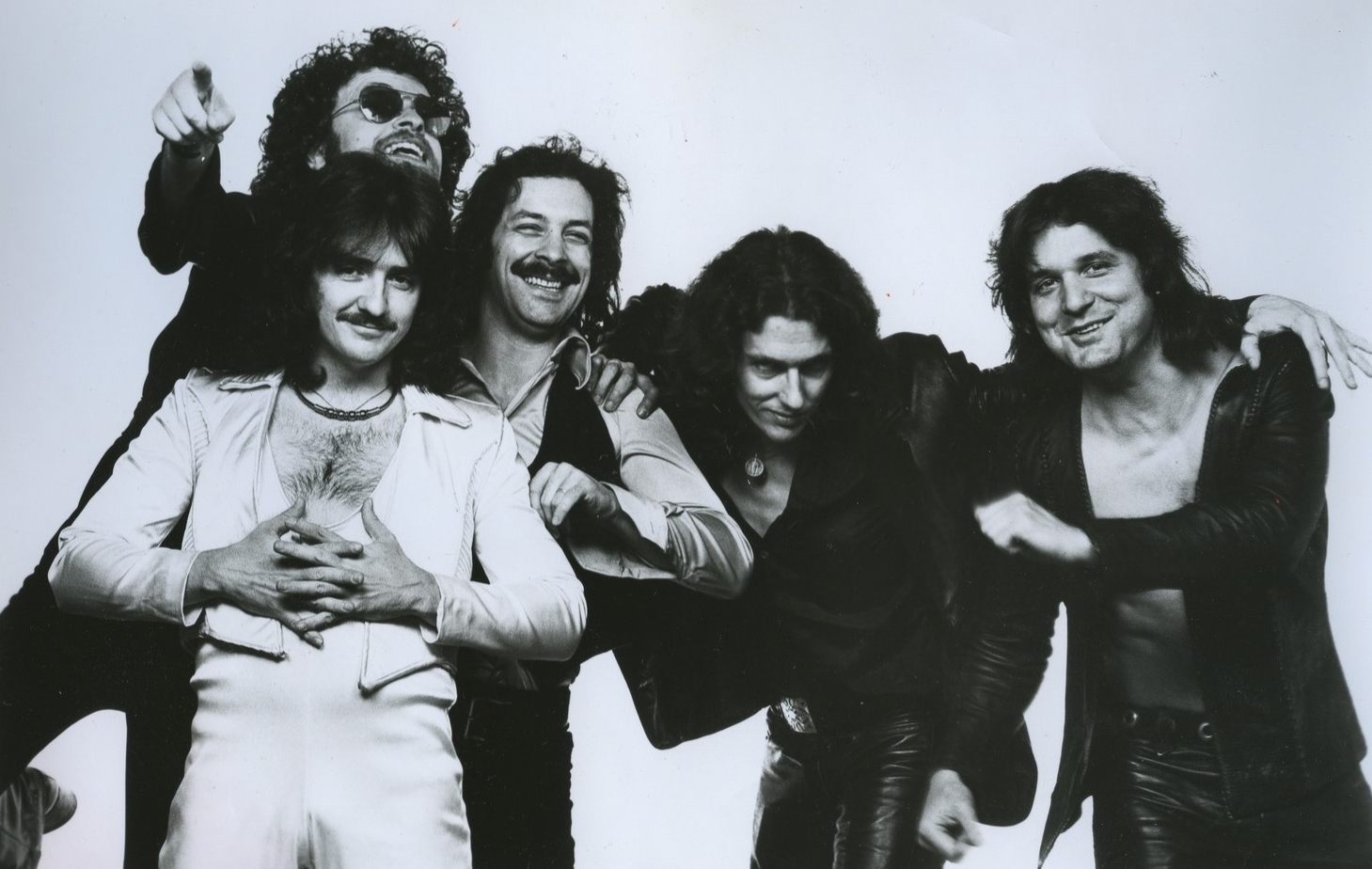
Skupina Blue Öyster Cult (1977)

Novinář Marc Spitz scénku v The New York Times označil za „jeden z prvních supermemů nového století“. Stanice VH1 zařadila skeč na páté místo žebříčku 101 nezapomenutelných momentů SNL. Časopis Rolling Stone jej zařadil na devátou příčku. Časopis Complex skeč zařadil na třetí místo z pětatřiceti, zatímco britský deník The Guardian mezi pět nejlepších v SNL. Sami členové kapely Blue Öyster Cult uvádí, že se jim scénka zamlouvá. Walken později uvedl, že o skeči „slyší všude, kam jde.“ Rovněž existovala kapela More Cowbell, která se podle skeče pojmenovala.

## Odkaz
Skeč byl v pozdějších letech odkazován v různých dalších epizodách SNL, přičemž v některých se přímo objevila Frenkleova postava. Poprvé se tak stalo v dílu ze 14. května 2005, který Ferrell sám uváděl. Frenkle se ukázal coby host kapely Queens of the Stone Age v písni „Little Sister“. Ferrell zde ve Frenkleově kostýmu opět hraje na cowbell. V epizodě z 16. května 2009 Ferrell hrál na cowbell coby host kapely Green Day v písni „East Jesus Nowhere“, tentokrát však bez kostýmu. Ferrellova účast nebyla s kapelou zkoušena a kapela o jeho vpádu na scénu neměla do té chvíle ponětí. Ferrell rovněž v reakci na původní skeč zahrál na cowbell v posledním dílu pořadu The Tonight Show with Conan O'Brien (2010). Další odkaz se nachází ve videoklipu k písni „Make Some Noise“ (2011) od kapely Beastie Boys, v němž je Ferrell jednou z hostujících celebrit; opět haje na cowbell. V roce 2014 odehrál Ferrell bubenickou bitvu s Chadem Smithem z Red Hot Chili Peppers v pořadu The Tonight Show Starring Jimmy Fallon. Následně na scénu přišli zbylí členové skupiny Red Hot Chili Peppers a spolu s Ferrellem zahráli útržek písně „(Don't Fear) The Reaper“. Přestože profesionální bubeník Smith předvedl znatelně lepší výkon, vítězem se stal Ferrell. Za vítězství dostal od Jimmyho Fallona, který hrál i v původním skeči, velký zlatý cowbell. Odkaz na skeč dále proběhl při vystoupení zpěváka Chrise Martina z anglické kapely Coldplay. Ten při charitativním koncertu v říjnu 2018 hrál píseň „Viva La Vida“, při níž se k němu přidal Ferrell na cowbell.